# 울제이투

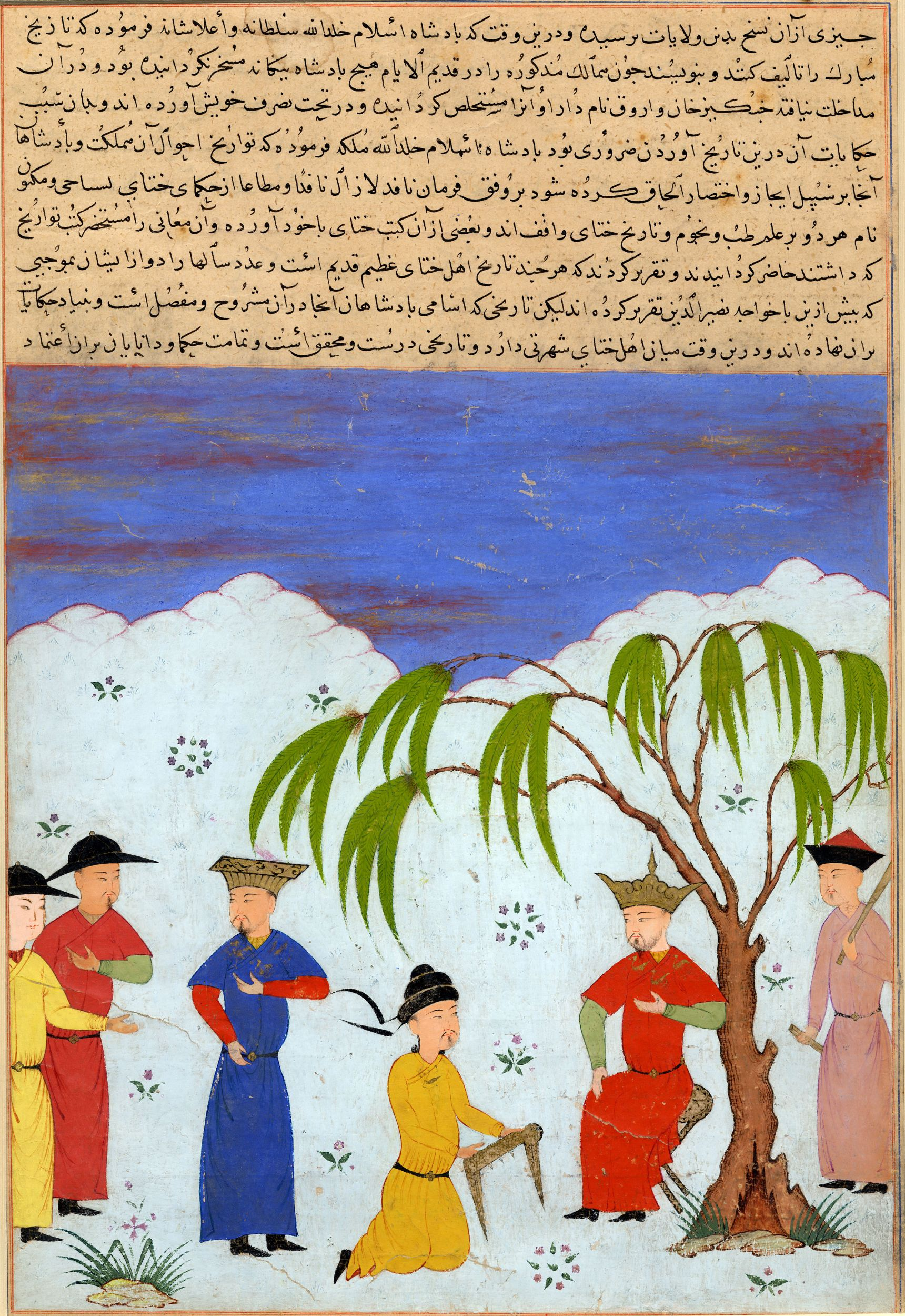

울제이투 한(페르시아어: اولجايتو خان Ūljāytū Khān, 몽골어: ᠦᠯᠵᠡᠢᠲᠦ
ᠬᠠᠨ Öljaitü Qan, 1280년 ~ 1316년)은 훌레구 울루스의 제8대 한(재위:1304년 ~ 1316년)으로 본명은 무함마드 호다반데(페르시아어: خدابنده محمد Muḥammad Khodābandeh)이다.
그는 아르군 한과 불루칸 하툰의 아들로 무함마드 가잔 한의 형제이자 계승자였다. 그는 훌레구 칸의 종손이며, 칭기스 칸의 마지막 후예 중 하나이다.
아유르바르와다는 훌레구 울루스의 울제이투와 연계하여 카안 울루스를 공격한 차가다이 울루스의 에센 부카 1세에 대항하였다. 1316년 그는 에센 부카를 격파하였고 차가타이 울루스는 에센 부카의 사후에 케벡이 카안 울루스와 화의하였다.
아부 사이드 한이 계승하였다.